# Szojuz TMA–18M
A Szojuz TMA–18M a Szojuz TMA–M orosz háromszemélyes szállító/mentőűrhajó űrrepülése volt 2015-ben a Nemzetközi Űrállomáshoz. Ez a Szojuz típus 127. repülése 1967-es első startja óta. Az orosz űrhajó a Nemzetközi Űrállomáshoz (ISS) szállít három űrhajóst, az orosz parancsnok mellett egy dán és egy kazah fedélzeti mérnököt.
Eredetileg a harmadik űrhajós Sarah Brightman angol énekesnő lett volna mint űrturista, azonban 2015. május 3-án, űrhajós kiképzésének megkezdése után nem sokkal lemondta az utazást.

## Küldetés

### Kilövés
A küldetés startja 2015. szeptember 2-án, magyar idő szerint 6 óra 37 perckor a kazahsztáni Bajkonuri űrrepülőtér 1-es indítóállásáról sikeresen megtörtént. Az indítás zökkenőmentesen zajlott, és az űrhajó gyorsan Föld körüli pályára állt a legendás Gagarin-indítóállásról, amely évtizedek óta szolgálja az űrkutatást. Az utóbbi időben már rendszeresen alkalmazott „gyorsmegoldással” ellentétben – amikor az űrhajó hat óra alatt, mindössze négy keringéssel eléri a Nemzetközi Űrállomást – ezúttal a hagyományos, két napos megközelítési módot választották. Ez 51 órás repülési időt és 34 Föld körüli keringést jelentett, amit az űrállomás akkori, viszonylag magasabb pályája indokolt. A hosszabb utazás során a legénységnek lehetősége nyílt alaposabban felkészülni a feladatokra, miközben a földi irányítóközpont precízen hangolta az űrhajó pályáját a sikeres dokkoláshoz.

### Dokkolás
A dokkolás a Nemzetközi Űrállomás (ISS) Poiszk moduljához 34 Föld körüli keringés és 51 óra 4 perc repülési idő után, magyar idő szerint 2015. szeptember 4-én 9 óra 42 perckor rendben megtörtént. A manőver pontos kivitelezése az orosz űrtechnológia kiforrottságát tükrözte, és az űrhajó stabilan kapcsolódott az ISS-hez. A zsilipkamrát a dokkolást követően két és fél órával, magyar idő szerint 12 óra 15 perckor nyitották ki, lehetővé téve, hogy a Szojuz TMA–18M legénysége találkozzon az űrállomáson már szolgálatot teljesítő hat űrhajóssal. Ezáltal rövid időre kilenc főre bővült az ISS legénysége, ami különleges pillanatot jelentett az űrállomás életében, hiszen ritkán fordul elő ilyen népes személyzet egyidejű jelenléte.

### Visszatérés
Az űrhajó végül 2016. március 2-án tért vissza a Földre, pontosan egy nappal a korábban várható időpont előtt. A leszállás a kazahsztáni sztyeppén, Dzsezkazgan várostól nem messze történt, és a visszatérő egység sikeresen földet ért, ezzel lezárva a küldetést.

## Érdekességek
- Szergej Volkov számára a mostani a harmadik űrrepülés. Mind dán, mind kazah társa újonc.
- A Szojuz TMA–18M fedélzetén az egyik hely hosszú idő elteltével ismét egy űrturistáé, Sarah Brightman angol énekesnőé lett volna, azonban kiképzése elkezdése után nem sokkal visszalépett. Így lett a személyzet harmadik tagja Ajdin Aimbetov kazah űrhajós.
- Mogensen Dánia első űrhajósa és küldetése alatt az IrISS (iriss) kutatási programot fogja végrehajtani.
- A dán űrhajós űrrepüléséhez időzítve szándékoznak pályára állítani Dánia első műholdját, egy 1 egységes CubeSatot.[4]

## Személyzet
| pozíció            | űrhajós a felszállásnál                                   | űrhajós a visszatérésnél                                          |
| ------------------ | --------------------------------------------------------- | ----------------------------------------------------------------- |
| parancsnok         | Szergej Volkov, RKA 45. alaplegénység harmadik űrrepülése | Szergej Volkov, RKA 45. alaplegénység harmadik űrrepülése         |
| fedélzeti mérnök 1 | Andreas Mogensen, ESA első űrrepülése                     | Mihail Kornyijenko, RKA 46. alaplegénység második űrrepülése      |
| fedélzeti mérnök 2 | Ajdin Aimbetov, KazCosmos első űrrepülése                 | Scott Kelly, NASA 46. alaplegénység negyedik és utolsó űrrepülése |

### Tartalék személyzet
| pozíció            | űrhajós                |
| ------------------ | ---------------------- |
| parancsnok         | Oleg Szkripocska, RKA  |
| fedélzeti mérnök 1 | Thomas Pesquet, ESA    |
| fedélzeti mérnök 2 | Szergej Prokopjev, RKA |